# Henderson-Hasselbalchova enačba
Henderson-Hasselbalchova enáčba [hénderson háselbalhova ~] podaja zvezo med razmerjem deležev protolizirane in neprotolizirane šibke kisline ali baze ter razliko med pH in konstanto kisline (pKa ) oziroma konstanto baze (pKb ).
Za šibke kisline (HA) velja:
{\displaystyle pK_{a}-pH=\log _{10}{\frac {[HA]}{[A^{-}]}}}
Za šibke baze (B) velja:
{\displaystyle pK_{b}-pOH=\log _{10}{\frac {[HB^{+}]}{[B]}}}